# Steven DePaul
Steven DePaul ist ein US-amerikanischer Regisseur und Produzent. Er gewann einen Emmy Award in der Kategorie Outstanding Drama Series für NYPD Blue. Er gehört zu dem Stammteam für Bones – Die Knochenjägerin und The Unit. Er diente lange Zeit als Produzent für NYDP Blue. Insgesamt hatte er noch viele weitere Emmy-Nominierungen (1994, 1996, 1997, 1998 und 1999).

## Filmografie (Auswahl)
Als Produzent
- 1993–2001: New York Cops – NYPD Blue (NYPD Blue, Fernsehserie)

Als Regisseur
- 1993–2004: New York Cops – NYPD Blue (NYPD Blue, Fernsehserie, 15 Episoden)
- 2004: CSI: Miami (Fernsehserie, Episode 3x11)
- 2005: Close to Home (Fernsehserie, Episode 1x03)
- 2005–2010: CSI: NY (Fernsehserie, fünf Episoden)
- 2006: Shark (Fernsehserie, Episode 1x05)
- 2006–2007: Las Vegas (Fernsehserie, zwei Episoden)
- 2006–2008: The Unit – Eine Frage der Ehre (The Unit, Fernsehserie, sieben Episoden)
- 2006–2009: Bones – Die Knochenjägerin (Bones, Fernsehserie, acht Episoden)
- 2007: Jericho – Der Anschlag (Jericho, Fernsehserie, Episode 1x19)
- 2007: Journeyman – Der Zeitspringer (Journeyman, Fernsehserie, Episode 1x12)
- seit 2009: Navy CIS: L.A. (NCIS: Los Angeles, Fernsehserie)
- 2011: Person of Interest (Fernsehserie, Episode 1x03)
- 2014: The 100 (Fernsehserie, Episode 2x06)
- seit 2017: The Good Doctor (Fernsehserie)